# Abort Guidance System

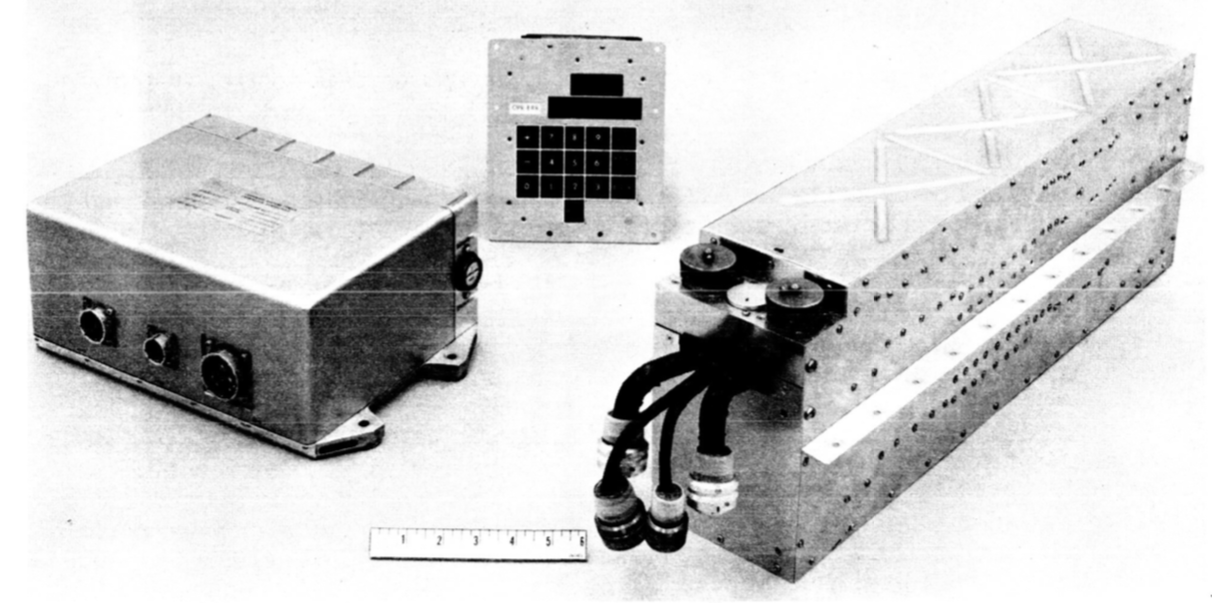

Das Abort Guidance System (AGS) war das rechnergestützte Reserveleitsystem der Apollo-Mondlandefähren. Es sollte bei einem Ausfall des Primary Guidance, Navigation and Control System (PGNCS) der Mondlandefähre während des Abstiegs zum Mond, während des Aufstiegs vom Mond und beim Rendezvous mit dem Kommandomodul (CM) eingesetzt werden. Im Gegensatz zum PGNCS war es nicht zur Landung auf dem Mond gedacht.
Das AGS war komplett verschieden vom PGNCS mit seinem Apollo Guidance Computer (AGC) und wurde unabhängig von diesem bei TRW entwickelt.

## Beschreibung
Das Abort Guidance System (AGS) umfasste die folgenden Komponenten:
- die Abort Electronic Assembly (AEA) – der Computer,
- die Abort Sensor Assembly (ASA) – eine einfache Strapdown-Inertialmesseinheit (Inertial Measurement Unit (IMU)) und
- die Data Entry and Display Assembly (DEDA) – die Benutzerschnittstelle.

### Abort Electronic Assembly
Erste Entwurfsideen für das Abort Guidance System (AGS) sahen nicht den Einsatz eines Computers vor. Vielmehr sollte hier ein Sequenzer ohne jegliche Navigationsfähigkeit eingesetzt werden. Dies hätte ausgereicht, um im Bedarfsfall die Mondlandefähre in eine Mondumlaufbahn zu bringen, wo deren Besatzung auf das Kommandomodul hätte warten müssen. Erst spätere Entwürfe sahen den Einsatz eines digitalen Computers vor, um der Mondlandefähre hier mehr Selbstständigkeit zu geben.

#### Hardware
Der bei der AEA eingesetzte Computer hieß MARCO 4118 (MARCO steht für „Man rated Computer“). Dieser hatte eine Größe von 60,3 cm × 20,3 cm × 12,7 cm, wog 14,83 kg und hatte eine Leistungsaufnahme von 90 W. Da beim AEA seriell auf den Speicher zugegriffen wurde, war er langsamer als der AGC. Trotzdem wurden hier einige Operationen schneller als auf dem AGC ausgeführt.
Der AEA hatte eine Speicherkapazität von 4096 Datenworten. Dabei waren die unteren 2048 Datenworte der Schreib-Lese-Speicher (RAM) und die oberen 2048 Datenworte der Festwertspeicher (ROM). Der Schreib-Lese-Speicher und der Festwertspeicher waren gleich aufgebaut, so dass das Verhältnis zwischen beiden variabel war.
Bei dem AEA handelte es sich um eine 18-Bit-Maschine (17 Bit Daten und 1 Vorzeichenbit (Zweierkomplement)). Die Daten wurden als Festkommazahlen dargestellt. Die Speicheradressen waren 13 Bit lang. Es wurde die indizierte Adressierung benutzt.

#### Software
Die AGS-Software war in der LEMAP-Assemblersprache geschrieben.
Ein Berechnungszyklus hatte eine Länge von 2 Sekunden. Dieser 2-Sekunden-Zyklus wurde in 100 Segmente von je 20 ms geteilt. Diese Segmente wurden zur Berechnung von Operationen benutzt, die alle 20 ms berechnet werden mussten (zum Beispiel die Verarbeitung der IMU-Daten). Eine Reihe von Berechnungen wurden alle 40 ms durchgeführt werden (zum Beispiel die Triebwerksteuerung oder die Kontrolle der Fluglage). Andere Berechnungen wurden alle 2 Sekunden durchgeführt (zum Beispiel die Verarbeitung der Radardaten, die Berechnung der Umlaufbahnparameter, die Berechnung bzgl. des Rendezvous mit dem Kommandomodul oder die Kalibrierung der IMU-Sensoren). Diese konnten allerdings auch – in kleinere Gruppen zusammengefasst – in nicht genutzten 20-ms-Segmente berechnet werden.
Die Software des AGS wurde mehrmals überarbeitet, um Programmfehler zu finden und die Größe der Programme zu reduzieren.

#### Befehlsumfang
Der Befehlsumfang des AEA umfasste 27 Befehle. Das Befehlsformat bestand aus einem 5-Bit-Befehlscode, 1 Indexbit und 12 Bit zur Adressierung.

### Abort Sensor Assembly
Das AGS war das erste inertiale Navigationssystem, bei dem statt einer kardanisch aufgehängten Kreiselplattform (wie beim PGNCS) eine sogenannte Strapdown-Kreiselplattform zum Einsatz kam. Die Strapdown-IMU war nicht so genau wie eine kardanisch aufgehängte IMU. Das System hatte aber mit Unterstützung des optischen Teleskops und des Rendezvous-Radars eine zufriedenstellende Genauigkeit. Allerdings war das ASA kleiner und leichter als die Inertialmesseinheit des PGNCS.

### Data Entry and Display Assembly
Die Benutzerschnittstelle des AGS wurde Data Entry and Display Assembly (DEDA) genannt. Sie diente zur Ein- und Ausgabe der Daten des AGS. Die Realisierung mancher Systemfunktionen war hier unterschiedlich zur Realisierung beim DSKY des AGC.
Die DEDA hatte folgende Elemente:
- 10 numerische Tasten (0–9),
- Plus- und Minus-Taste,
- mehrere Funktionstasten und
- eine Anzeige.

## Nutzung des AGS
Bei keiner der Missionen des Apollo-Programms kam es zu einem Abbruch der Landung der Mondlandefähre auf dem Mond. Dennoch gab es zwei Fälle, bei denen das AGS genutzt wurde. Das erste Mal bei Apollo 10, als aufgrund einer falschen Schalterstellung die Fluglage der Mondlandefähre nicht stabil war. Das zweite Mal bei Apollo 11, als es bei der Durchführung der Manöver zum Rendezvous mit dem Kommandomodul durch die Besatzung der Mondlandefähre beim PGNCS zu einem sogenannten Gimbal Lock kam. Beide Male wurde das AGS zur Steuerung der Fluglage eingesetzt.